# Laye Banfa Condé
Pour les articles homonymes, voir Condé.
Laye Banfa Condé, né le 18 septembre 1960 à Gaoual en Guinée, est un militaire et homme politique guinéen. Il est colonel.
Le 22 janvier 2022, il est nommé par décret conseiller du Conseil national de la transition en tant que représentant des forces de défense et de sécurité.